# Josef Ohrwalder
Josef Ohrwalder, född 1856 vid Meran i Tyrolen, död den 7 augusti 1913 i Omdurman i Sudan, var en  österrikisk missionär.
Ohrwalder besökte det afrikanska missionsinstitutet i Verona, utgick 1879 som missionär till Kairo och 1880 till Kartum med Giovanni Losi samt föll 1882 i Dar Nuba i fångenskap hos mahdisterna. Efter flera fruktlösa försök lyckades han 29 november 1890 fly från Omdurman och nådde 7 december den egyptiska posten vid Korosko. Efter ett kort uppehåll i hemlandet återvände Ohrwalder 1892 till Afrika.
Sina erfarenheter i fångenskapen skildrade han i Aufstand und Reich des Mahdi im Sudan und meine zehnjährige Gefangenschaft dortselbst (1892; i svensk bearbetning "Eld och svärd i Sudan" et cetera 1896).